# Capnia arensi
Capnia arensi är en bäcksländeart som beskrevs av Zhiltzova 1964. Capnia arensi ingår i släktet Capnia och familjen småbäcksländor. Inga underarter finns listade i Catalogue of Life.